# ۱۰۴۰ (فیلم)
۱۰۴۰ فیلمی در ژانر مستند است که در سال ۱۰۴۰ منتشر شد. از بازیگران آن می‌توان به ام‌سی همر و مک جین اشاره کرد.